# أندريا سانت برنارد
أندريا سانت برنارد هي لاعبة تايكوندو غرينادية، ولدت في 2 أكتوبر 1979 في سانت جورجز في غرينادا.

## وصلات خارجية
- أندريا سانت برنارد على موقع TaekwondoData.com (الإنجليزية)
- أندريا سانت برنارد على موقع اللجنة الأولمبية الدولية (الإنجليزية)
- أندريا سانت برنارد على موقع أوليمبيديا (الإنجليزية)